# اولو-کارامالی
اولو-کارامالی (انگلیسی: Ulu-Karamaly) یک شهرک در شهرستان ایگلینسکی استان باشقیرستان کشور روسیه است.